# 12 cm Granatwerfer 42
Il 12 cm Granatwerfer 42 o 12 cm GrW 42 è un mortaio tedesco usato durante la seconda guerra mondiale.

## Storia
Il GrW 42 fu sviluppato nel 1942 per dotare le unità di fanteria della Wehrmacht di un'arma da supporto ravvicinato con capacità superiori rispetto ai mortai ed ai cannoni d'accompagnamento allora in servizio. L'arma derivava direttamente dal mortaio sovietico 120-HM 38, a sua volta evoluzione del Brandt 120 mm  francese. Il Brandt fu impiegato limitatamente durante la campagna di Francia, ma era stato esportato in Unione sovietica ed in altri paesi prima della capitolazione nel 1940. Il derivato russo M1938 si rivelò talmente efficace sul fronte orientale che le forze dell'Asse immisero in servizio i tanti esemplari di preda bellica, per i tedeschi con la denominazione 12 cm Granatwerfer 378(r).
Al pezzo di preda bellica, nel 1942 seguì l'entrata in servizio del mortaio di produzione nazionale 12 cm Granatwerfer 42. Esso riproduceva fedelmente l'impostazione in tre parti: piastra circolare, affusto a bipiede e bocca da fuoco. A causa del peso elevato, per il trasporto il mortaio veniva fissato su un assale con due ruote leggere ed veniva trainato tramite un occhiello fissato alla volata della canna.